# Benchmark (finanse)
Benchmark (wskaźnik referencyjny, stopa odniesienia) – oznacza dowolny opublikowany wskaźnik, indeks lub liczbę, udostępniane publicznie lub publikowane, określane okresowo lub regularnie przy zastosowaniu wzoru lub na podstawie wartości jednego lub większej liczby aktywów lub cen bazowych, w tym cen szacunkowych, rzeczywistych lub szacunkowych stóp procentowych lub innych wartości, lub danych z przeprowadzonych badań, w odniesieniu do których określa się kwotę do zapłaty z tytułu instrumentu finansowego lub wartość instrumentu finansowego.
Wskaźnikiem referencyjnym może być np. stopa inflacji, rentowność bonów skarbowych lub zmiana wartości indeksu giełdowego.
W przypadku funduszy inwestycyjnych benchmarkiem określa się wzorcowy portfel, który stanowi punkt odniesienia do dokonywania ocen wyników zarządzania aktywami funduszu. Benchmarkami mogą być różne pojedyncze instrumenty finansowe (np. bon skarbowy dla funduszy inwestujących w papiery dłużne, indeksy giełdowe dla funduszy akcyjnych) lub dowolne ich kombinacje (w przypadku funduszy mieszanych).
Warto wspomnieć, że po angielsku określenie „bench mark” oznacza reper, czyli punkt o znanej wysokości nad poziomem morza będący znakiem orientacyjnym, czyli swoistym punktem odniesienia służącym do dalszych pomiarów niwelacyjnych. Dlatego połączenie tych dwóch słów łatwo weszło do powszechnego użycia w dziedzinie finansów.